# Dente (cantante)
Dente, pseudonimo di Giuseppe Peveri (Fidenza, 28 febbraio 1976), è un cantautore italiano.
Il suo nome d'arte è un soprannome datogli da suo zio quando aveva tredici anni. Inizia la sua carriera come chitarrista fino al 2006, quando decide di intraprendere una carriera da solista, esordendo con il disco Anice in bocca. A questo primo lavoro seguono Non c'è due senza te (2007), L'amore non è bello (2009), vincitore del Premio Italiano della Musica Indipendente per il miglior album, Io tra di noi (2011) e Almanacco del giorno prima (2014). Nel 2020 ritorna sulle scene con Dente, album omonimo che segna per l'artista una maturazione musicale e un cambio di sonorità rispetto al passato.
Il suo stile cantautorale viene accostato dalla critica a quello di artisti come Lucio Battisti, Luigi Tenco, Bugo, Cesare Cremonini, Ivan Graziani, Rino Gaetano e Francesco De Gregori.

## Biografia

### Gli inizi
Dopo essersi diplomato come perito elettronico, frequenta il DAMS (Discipline delle arti, della musica e dello spettacolo), ma dopo due anni interrompe gli studi per bisogni economici. Mentre si mantiene con un lavoro da magazziniere, suona come chitarrista prima nei Quic e successivamente, dal 1997, nei La Spina, con i quali pubblica due album. Dal 2006 intraprende la carriera solista, firma un contratto con l'etichetta indipendente Jestrai Records e pubblica il suo primo album intitolato Anice in bocca. Questo primo disco, del quale furono stampate solamente circa 300 copie, non venne distribuito, ma venduto durante i vari concerti. Composto da 16 brani, è particolare nella durata complessiva, che non supera di molto i 30 minuti. Nelle registrazioni, effettuate nella casa del cantautore fidentino, prevale la chitarra acustica, accompagnata da particolari suoni, come fischi e campanelli.

### Non c'è due senza te
Nel 2007, sei mesi dopo l'uscita di Anice in bocca, pubblica il suo secondo album con la Jestrai Records, Non c'è due senza te, che in seguito verrà ristampato e distribuito nel 2010 con la Ghost Records da Venus Dischi, che si piazza tra i finalisti del Premio Italiano della Musica Indipendente come miglior album. Sulla copertina del disco viene riportata la silhouette di una donna con le ali di una farfalla, e il disco viene distribuito con un adesivo recitante «Attenzione! Può creare dipendenza». Le 13 tracce che lo compongono presentano sfumature naif ed uno stile semplice, dolce e diretto. Successivamente viene girato un videoclip per la seconda traccia dell'album, Baby building, che vede come regista lo stesso Dente. Sempre nel 2007 rende disponibile in free download su rockit.it il singolo La cena di addio, con allegati booklet e testo. Nell'estate del 2007 Federico Fiumani invita Dente a reinterpretare la canzone Verde dei Diaframma per la compilation Il dono - Artisti vari reinterpretano i Diaframma, pubblicata nei primi mesi del 2008 per celebrare i 30 anni della celebre band punk rock italiana. Poco dopo esegue una reinterpretazione anche di Pensiero stupendo, canzone di Patty Pravo, che viene utilizzata come sigla dell'omonimo programma radiofonico su Radio Popolare.

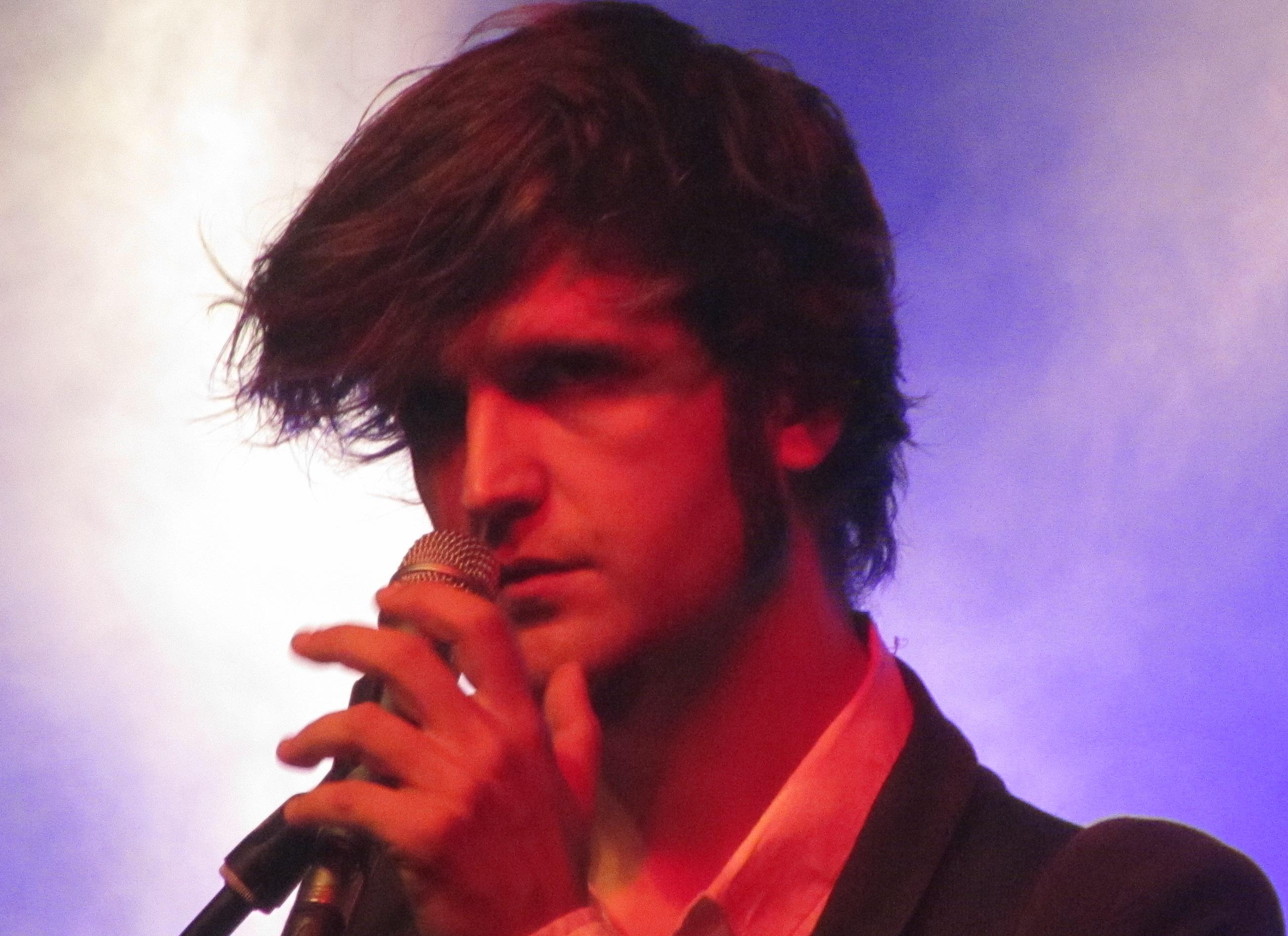
Dente in un concerto ad Osnago il 5 settembre 2010

Nel 2008, a partire dal mese di febbraio, viene distribuito con l'etichetta Jestrai Records l'EP Le cose che contano, dalla durata di circa 16 minuti composto da 4 brani pop dalle venature jazz. Dal mini album, realizzato con la collaborazione di Roberto Dell'Era, Enrico Gabrielli ed Enzo Cimino (membri di Afterhours e Mariposa), viene estratto il singolo del brano Le cose che contano, del quale viene realizzato un videoclip diretto da Angelo Camba. Successivamente, ad agosto, inizia le registrazioni di nuovi brani scritti da due anni a quella parte, che andranno a comporre il suo nuovo album. Inoltre apporta la sua collaborazione alla compilation Siamo solo noi in Deviazioni (un omaggio a Vasco Rossi), iniziativa della rivista Il Mucchio Selvaggio in onore di Vasco Rossi, interpretando il brano Siamo solo noi insieme a Vasco Brondi.

### L'amore non è bello
Nel 2009 partecipa alla raccolta Afterhours presentano: Il paese è reale (19 artisti per un paese migliore?) curata dagli Afterhours con la canzone Beato me, scritta dal cantautore fidentino per un possibile inserimento nel nuovo album, ma alla fine rimasta fuori, che riarrangiata viene utilizzata per la raccolta; la canzone, definita da Dente come suo primo brano non autobiografico da lui scritto, verrà eseguito in seguito anche al Concerto del Primo Maggio a Roma. Il 14 febbraio pubblica l'album L'amore non è bello, primo edito con la Ghost Records, anticipato dal singolo Vieni a vivere, che grazie anche al videoclip girato a Venezia, ottiene una più ampia visibilità nei confronti del pubblico. Alla realizzazione del disco partecipano tra gli altri Gianluca De Rubertis, Roberto Dell'Era, Enrico Gabrielli e Vasco Brondi. Il disco ottiene subito ottime recensioni ed è stato considerato da più testate uno dei migliori della musica italiana uscito nell'anno. Dallo stesso album verranno estratti altri due singoli, Buon appetito e A me piace lei. Inoltre nel marzo del 2009 contribuisce ad Anima Latina, libro di Renzo Stefanel riguardante il celebre disco di Lucio Battisti, indicato da Dente come suo disco preferito, e da settembre cura anche una rubrica settimanale che ha per argomento la musica chiamata Il Disco di Dente su il Fatto Quotidiano. L'anno si conclude con la vittoria del Premio Italiano della Musica Indipendente per il miglior album del 2009 con L'amore non è bello.

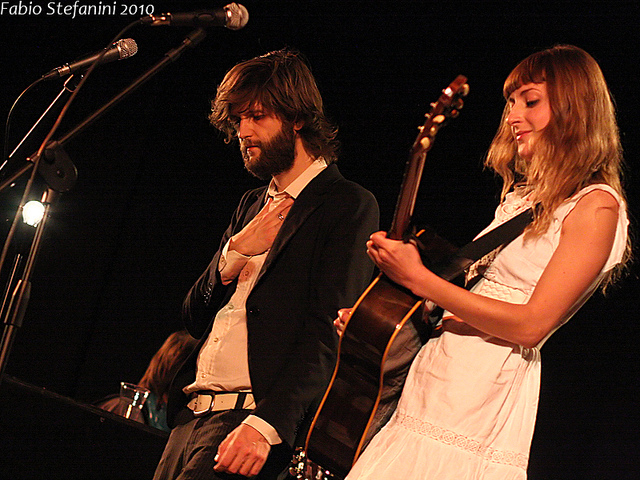
Missincat e Dente in concerto a Milano nel 2010

Nel 2010, dopo il tour 1910 e varie esibizioni, fra cui quella del 26 settembre 2010 al festival musicale Woodstock 5 Stelle organizzato a Cesena dal blog di Beppe Grillo e trasmesso dal canale televisivo nazionale Play.me, collabora con i Perturbazione cantando Buongiorno Buonafortuna, facente parte del loro album Del nostro tempo rubato. A luglio interpreta insieme a Il Genio il brano Precipitevolissimevolmente, che insieme a Il Beat…Cos'è? interpretato da Calibro 35 e Roberto Dell'Era va a comporre il disco Il Lato Beat Vol. 1. Sempre nel 2010 partecipa alla compilation La leva cantautorale degli anni zero con l'inedito Sogno. Inoltre collabora con Missincat nel singolo Capita, incluso in Wow, e con Brunori Sas nel brano Il suo sorriso incluso in Vol. 2 - Poveri Cristi. Nell'aprile 2011 la canzone A me piace lei contenuta nell'album L'amore non è bello compare nella colonna sonora del film "Questo mondo è per te" di Francesco Falaschi.

### Io tra di noi
Nel luglio 2011 Dente annuncia, nella sua pagina ufficiale di Facebook, l'uscita del nuovo album Io tra di noi che avviene l'11 ottobre dello stesso anno, anticipato dal singolo estratto Saldati, diffuso il 20 settembre; dopo L'amore non è bello, pubblicato il giorno di San Valentino, Dente conferma una particolare attenzione alle date di uscita dei suoi dischi, questa volta attraverso una trasposizione grafica (II – IO – II). Il titolo è un riferimento al brano Ed io tra di voi di Charles Aznavour ed è definito da Dente come «un disco molto malinconico e per niente allegro». A novembre la casa editrice Minimum Fax pubblica Cosa volete sentire - Compilation di racconti di cantautori italiani, raccolta che include, accanto ai racconti di Max Collini degli Offlaga Disco Pax, Vasco Brondi (in arte Le luci della centrale elettrica), Rossano Lo Mele dei Perturbazione ed altri cantautori della scena indipendente italiana, il racconto Buon Appetito scritto da Dente. Sempre nel 2011 collabora con gli Zen Circus alla canzone La democrazia semplicemente non funziona realizzandone i cori e duetta con Enrico Ruggeri in Pernod.
Nel maggio del 2011 all'interno del concorso musicale Musica da Bere, organizzato dall'Associazione Culturale Il Graffio di Vobarno e dalla Cooperativa Sociale Area, riceve la Targa Artista emergente che ritira a Vobarno durante l'omonima manifestazione. A giugno esce il libro Suonare il paese prima che cada. Musica dagli anni zero di Andrea Scarabelli nel quale è presente un racconto di Dente.
Il 1º maggio 2012 si esibisce per la seconda volta al Concerto del Primo Maggio a Roma; la sua performance inizia con l'esecuzione del brano Cuore di pietra, tratto da Io tra di noi, durante la quale Dente sfoglia dei cartelli bianchi, a ritmo di musica, sui quali sono rappresentate le pietre preziose citate nella canzone, rendendo omaggio a Bob Dylan che nel videoclip di Subterranean Homesick Blues faceva la medesima cosa con cartelli sui quali erano presenti le parole della canzone. In seguito esegue con la sua band il nuovo singolo estratto da Io tra di noi, Giudizio universatile, Saldati, e La cena di addio, tratta dall'omonimo EP.
Nel 2013, in seguito a una proposta di Niccolò Vecchia, inizia a curare una rubrica radiofonica per Popolare Network all'interno del programma Sonica, in onda ogni giovedì a partire dal 10 gennaio, chiamata Perla Nascosta Hip Hip Hurrà nella quale ripropone una canzone italiana dimenticata o poco conosciuta. Il 14 gennaio realizza e mette in vendita sul proprio sito un cofanetto ad edizione limitata (500 copie) dal nome Cuore di pietra contenente un vinile 7" con otto versioni della sua breve canzone Cuore di pietra, inserita nell'album Io tra di noi, e dieci illustrazioni realizzate da Emanuela Savi delle pietre che vengono citate nel brano con una piccola descrizione tecnica e i crediti musicali, le stesse usate al Concerto del Primo Maggio. Ciascuna versione ha il nome di una pietra: Rubino, Diamanti, Giada e Perla sul lato A, Turchese, Ematite, Sodalite, Opale sul lato B.
Nel 2013 firma il brano Quello che non sa, inserito nell'album di debutto della cantante italiana Chiara Galiazzo, Un posto nel mondo. Collabora anche con i Selton nel brano Piccola Sbronza, contenuto nell'album Saudade. Nello stesso periodo tiene dj set in Italia e in Europa (Lussemburgo, Parigi, Berlino e Bruxelles); inoltre accompagna gli stessi Selton nel loro tour in Brasile.

### Almanacco del giorno prima
Il 18 dicembre 2013 vengono annunciati il titolo e la data di pubblicazione del quinto album in studio. Si tratta di Almanacco del giorno prima, che verrà pubblicato il 28 gennaio 2014. Il 1º gennaio invece verrà diffuso il singolo Invece tu. Il disco è stato realizzato in un paio di mesi presso una scuola elementare abbandonata di Busseto, in provincia di Parma, con l'ausilio di Tommaso Colliva. Alle registrazioni dell'album hanno partecipato, tra gli altri, Rodrigo D'Erasmo ed Enrico Gabrielli.
Scrive il brano Sinceramente, interpretato da Arisa e presente nel suo disco Se vedo te, uscito nel febbraio 2014.
Partecipa alla colonna sonora del film La luna su Torino di Davide Ferrario nelle sale dal marzo 2014, con il singolo La Luna su Torino, distribuito da Academy2.

## Stile

### Testi
I testi di Giuseppe Peveri sono spesso caratterizzati da giochi di parole, alcuni più e alcuni meno immediati. Uno degli esempi più evidenti è il brano Cuore di pietra, che nasconde al suo interno il nome di otto pietre preziose (rubino, diamanti, giada, perla, turchese, ematite, sodalite, opale). Particolare è anche la struttura del ritornello della canzone Giudizio universatile:
tu se il cielo sta venendo giù»
Attraverso una struttura che risulta circolare viene unita la parte finale del primo verso con la parte iniziale del secondo.
Un altro brano contenente giochi di parole, come lascia intuire il titolo, è La settimana enigmatica, che nei vari versi nasconde un indovinello. La soluzione si ottiene analizzando due strofe:

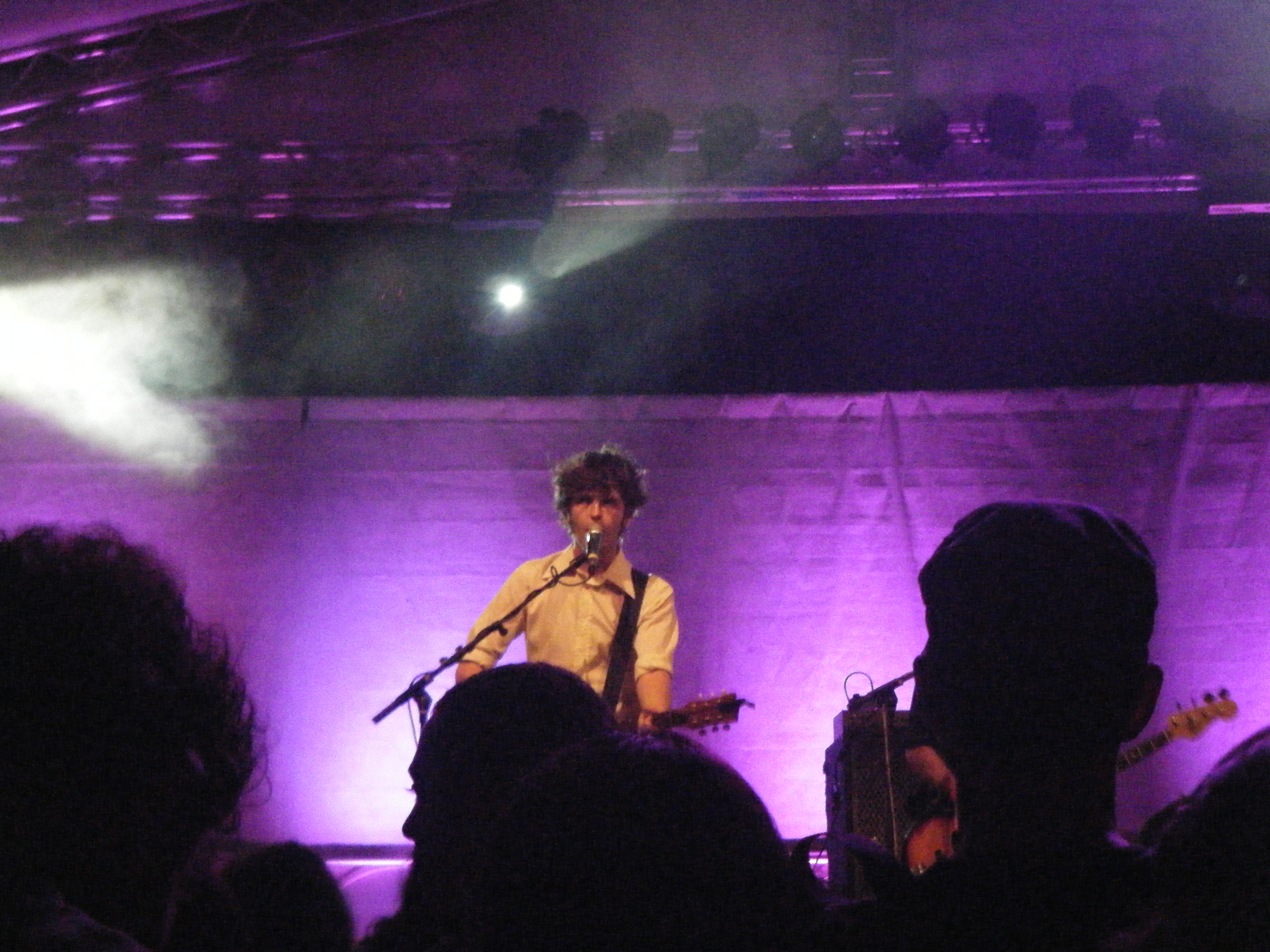
Dente dal vivo il 21 agosto 2010 presso il locale Magnolia di Segrate

chi si imbuca appena presa la patente
hai abboccato a una cosa che non è una bugia»
In questa prima strofa le soluzioni sono io, ovvero chi mi guarda allo specchio, T, ovvero il simbolo del segnale stradale che indica una strada senza uscita, dove si potrebbe "imbucare" chi ha appena preso la patente, e amo.
tutto ciò che possiedo, tutto quello che ho
è un ciclope coi lati uguali in mezzo al cielo»
In questa seconda strofa le soluzioni sono io, satellite di Giove, mio, ovvero tutto ciò che possiedo, e Dio, simboleggiato da un occhio dentro un triangolo; unendo le soluzioni trovate si ottiene la frase io ti amo, io mi odio. Inoltre la canzone contiene un ulteriore gioco di parole, ovvero una frase contenente un doppio significato:
Irene, ragazza a cui Dente si ispira in molte canzoni, compare in quasi tutti i suoi dischi: se al titolo della canzone Scanto di sirene, che contiene il verso «Sai cosa significa un nome con due E?», si tolgono le S, si ottiene Canto di Irene; inoltre il nome compare esplicitamente nei brani La presunta cecità di Irene e La presunta santità di Irene.
Anche nel testo di Coniugati Passeggiare troviamo alcuni giochi di parole, come la frase:
non volo più»

## Band

### Attuale
Plastic Made Sofa:
- Simone Chiarolini - tastiere, chitarre (2016 - )
- Federico Laini - basso (2016 - )
- Michele Carrara - batteria (2016 - )

### Precedente
- Gianluca Gambini (Gambo) - batteria, percussioni (2009 - 2015)
- Andrea Cipelli (Sig.Solo) - pianoforte, organo, tastiere (2009 - 2015)
- Nicola Faimali - basso, contrabbasso (2009 - 2015)
- Filippo Cecconi (Effe Punto) - chitarra elettrica, tastiere, glockenspiel, altro (2014 - 2015)
- Mattia Pievani - tastiere, percussioni (2016 - 2020)

## Discografia

### Album in studio
- 2006 - Anice in bocca (Jestrai)
- 2007 - Non c'è due senza te (Jestrai)
- 2009 - L'amore non è bello (Ghost Records/Venus)
- 2011 - Io tra di noi (Ghost Records/Venus)
- 2014 - Almanacco del giorno prima (RCA/Sony Music)
- 2016 - Canzoni per metà (Pastiglie/Sony Music)
- 2020 - Dente (INRI/Artist First)
- 2023 - Hotel Souvenir (INRI/Universal Music Italia)
- 2025 - Santa tenerezza (INRI/ADA Music Italy)

### EP
- 2008 - Le cose che contano (Jestrai)
- 2013 - Cuore di pietra (autoprodotto)
- 2014 - Chiuso dall'interno

### Singoli
- 2007 - La cena di addio
- 2008 - Le cose che contano
- 2009 - Vieni a vivere
- 2009 - A me piace lei
- 2009 - Buon appetito
- 2010 - Il lato beat Vol. 1 (solo il lato A, con Il Genio)
- 2011 - Saldati
- 2012 - La settimana enigmatica
- 2012 - Giudizio universatile
- 2014 - Invece tu
- 2016 - Curriculum
- 2016 - Cosa devo fare
- 2017 - Quello che si ha
- 2019 - Anche se non voglio
- 2019 - Adieu
- 2020 - Cose dell'altro mondo
- 2020 - L'ago della bussola
- 2020 - Questa libertà
- 2021 - Fuori di me (con Golpe)
- 2022 - Levati (con Nicolò Carnesi)
- 2023 - La vita fino a qui (con i Post Nebbia)
- 2023 - Cambiare idea
- 2023 - Allegria del tempo che passa
- 2023 - Discoteca solitudine
- 2024 - Zenzero (con Colapesce)
- 2024 - Senza di me
- 2025 - Favola
- 2025 - M'annegasti

### Compilation e collaborazioni
- 2008 - Onde in Gran Canaria '84 (con Flyindolly)
- 2008 - Siamo solo noi in Deviazioni (un omaggio a Vasco Rossi) (con Le luci della centrale elettrica)
- 2008 - Verde in Il dono - Artisti vari reinterpretano i Diaframma
- 2009 - Beato me in Afterhours presentano: Il paese è reale (19 artisti per un paese migliore?)
- 2010 - Buongiorno Buonafortuna in Del nostro tempo rubato (con i Perturbazione)
- 2010 - Capita in Wow (con Missincat)
- 2010 - Sogno in La leva cantautorale degli anni zero
- 2010 - Pernod in Le canzoni ai testimoni (con Enrico Ruggeri)
- 2010 - Precipitevolissimevolmente in Il lato beat Vol. 1 (con Il Genio)
- 2011 - Il suo sorriso in Vol. 2 - Poveri Cristi (con Brunori Sas)
- 2011 - Mangialanima in Solo 2.0 di Marco Mengoni (come autore)
- 2011 - La democrazia semplicemente non funziona in Nati per subire (con gli Zen Circus)
- 2012 - Quello che non sa in Un posto nel mondo di Chiara (come autore)
- 2012 - Pieni di sonno in Per Gaber... io ci sono
- 2013 - Piccola sbronza in Saudade (con i Selton)
- 2013 - Rette parallele in Arcu 'e chelu
- 2013 - Quello che non sa in Un posto nel mondo di Chiara (come autore)
- 2014 - Sinceramente in Se vedo te di Arisa (come autore)
- 2015 - Guarda che luna in Sotto il cielo di Fred - Tributo a Fred Buscaglione

### Video
- 2007 - Baby building , diretto da Dente
- 2008 - Le cose che contano , diretto da Angelo Camba
- 2009 - Vieni a vivere, diretto da Marco Bellone
- 2009 - Buon appetito, diretto da Fabio Luongo
- 2009 - La più grande che ci sia (versione 1), diretto da Daniele "Dandaddy" Babbo
- 2009 - La più grande che ci sia (versione 2), diretto da Daniele "Dandaddy" Babbo
- 2009 - La più grande che ci sia (versione 3), diretto da Daniele "Dandaddy" Babbo
- 2009 - La più grande che ci sia (versione 4), diretto da Daniele "Dandaddy" Babbo
- 2010 - Capita (versione amatoriale), diretto da Dente e Missincat
- 2010 - Capita (versione ufficiale), diretto da Daniel Wangen
- 2010 - Precipitevolissimevolmente, diretto da Cinzia Pedrizzetti
- 2011 - Saldati, diretto da Daniele "Dandaddy" Babbo
- 2011 - Pernod, diretto da Enrico Ruggeri
- 2012 - La Settimana Enigmatica, diretto da Daniele "Dandaddy" Babbo
- 2012 - Giudizio universatile, diretto da Fabio D'Orta
- 2014 - Invece tu, diretto da Daniele "Dandaddy" Babbo
- 2014 - Chiuso dall'interno, diretto da Virgilio Villoresi
- 2019 - Adieu, diretto da Van Khokhlov

## Libri
- Favole per bambini molto stanchi, Bompiani, 2015